# New Chautauqua
| Recensione | Giudizio |
| ---------- | -------- |
| AllMusic   | [ 2 ]    |

New Chautauqua è un album in studio del chitarrista statunitense Pat Metheny, pubblicato dalla ECM nel 1979.

## Storia
Il titolo dell'album contiene la parola chautauqua che in lingua siouan significa: «musicisti erranti» ed era il nome attribuito alla famiglia Metheny dalla comunità di nativi americani che viveva a Lee's Summit, città natale dell'autore. Il bisnonno del chitarrista, Moses, era infatti anch'egli musicista e impartiva lezioni di musica in città. All'epoca di quest'album Metheny era obbligato, proprio come il bisnonno, a viaggiare molto per far conoscere la propria musica, utilizzando un piccolo van della Dodge dove teneva gli strumenti; ciò gli fornì lo spunto per rendere omaggio alla propria famiglia nel titolo del disco. Quest'ultimo musicalmente è realizzato dal solo Metheny, che vi suona varie chitarre e il basso elettrico.

## Tracce
Musiche di Pat Metheny.
Lato A
1. New Chautauqua – 5:17
2. Country Poem – 2:31
3. Long-Ago Child/Fallen Star – 10:17

Lato B
1. Hermitage – 5:37
2. Sueño con Mexico – 5:37
3. Daybreak – 8:40

## Musicisti
- Pat Metheny - chitarra a 6 corde, chitarra a 12 corde, chitarra acustica, chitarra arpa a 15 corde, basso elettrico

Note aggiuntive
- Manfred Eicher - produttore
- Registrazioni effettuate nell'agosto del 1978 al Talent Studio di Oslo, Norvegia
- Jan Erik Kongshaug - ingegnere delle registrazioni
- Dieter Rehm - foto copertina album originale, design copertina album originale
- Joji Sawa - foto[4]